# Matriella teresa
Matriella teresa är en dagsländeart som först beskrevs av Jay R. Traver 1934.  Matriella teresa ingår i släktet Matriella och familjen mossdagsländor. Inga underarter finns listade i Catalogue of Life.